# Земські уряди
Земські уряди — уряди (див. Урядник) в межах окремих адміністративно-територіальних одиниць (повіт, воєводство). На українських землях земські уряди найраніше з’явилися в Галицькій Русі, Холмській землі та Белзькій землі й у західній частині Поділля внаслідок запровадження коронного адміністративно-територіального устрою і коронного права (1432–34). У Київському воєводстві, Волинському воєводстві та Брацлавському воєводстві вони були запроваджені 1565–66 внаслідок адміністративно-територіальної й правової реформ Великого князівства Литовського.
Аналогічний устрій 1633 був поширений на Сіверське князівство (із 1635 — Чернігівське воєводство). Попри ліквідацію Чернігівського воєводства внаслідок Андрусівського договору (перемир’я) 1667 і перехід цих земель до Росії, привілеї на його земські уряди видавалися до кінця 18 ст. Номенклатура земських урядів була на загал сталою. Сеймова конституція 1611 «Ordo officialium terrestrium» («Порядок земських урядників») закріпила їхню ієрархію: воєвода, каштелян, підкоморій, судовий староста, хорунжий, суддя, стольник, підчаший, підсудок, підстолій, чашник, ловчий, войський, писар, мечник, войський менший, скарбник (із 1535).
Земські уряди можна поділити на дигнітарства (лат. dignitas — гідність), до яких належали воєвода і каштелян, що входили до складу сенату, і власне уряди, серед яких були:
- діючі — підкоморій, гродський староста, суддя, підсудок і писар;
- з обмеженими функціями, які з часом набули характеру почесних, титулярних — хорунжий і войський;
- титулярні — стольник, підчаший, підстолій, чашник, ловчий, мечник, скарбник, войський менший (від 1763).

Уряди не підпорядковувалися одне одному та були непоєднуваними, однак винятки траплялися.
Ієрархія земських урядів не була повною в усіх воєводствах (особливо на українських землях). Вона залежала від судово-адміністративного устрою і традиції окремих територіальних одиниць. Претенденти на земський уряд мали бути шляхетського стану й осілими в тій адміністративно-територіальні одиниці, до якої належав уряд (від 1563 — у воєводстві). Уряди надавалися пожиттєво й не спадкувалися. За отримання уряду велася боротьба, оскільки для шляхтича це був спосіб здобути почесне місце в ієрархії шляхетського загалу певної території, крок до кар’єрного зростання. Траплялися випадки одночасного призначення на одну вакансію кількох номінантів або ж отримання привілею на зайнятий уряд. Звичною була практика отримання від короля «очікувального (експективного) листа», який містив обіцянку надання уряду в разі його звільнення. В основі цієї практики лежить неофіційний продаж урядів королем і вищими достойниками. Для короля практика роздавання урядів була також способом здобуття прихильників. Сеймові ухвали щодо порядку заповнення вакансій — упродовж 6 місяців від їхньої появи й призначення номінантів на початку роботи вального сейму — свідчать про спроби запобігти такій політиці роздавання урядів, яку проводили король і вищі урядовці.